# Пјаца (Болцано)
Пјаца (итал. Piazza) је насеље у Италији у округу Болцано, региону Трентино-Јужни Тирол.
Према процени из 2011. у насељу је живело 37 становника. Насеље се налази на надморској висини од 1513 м.